# André Desmarais
André Desmarais, né le 26 octobre 1956 à Ottawa, en Ontario, est un homme d'affaires canadien. Il est l'un des deux fils de Paul Desmarais père. Il est président délégué du conseil de Power Corporation, ainsi que président délégué du conseil de la Financière Power. À deux enfants Olivier Desmarais, Ingrid Mia St-Gelais Desmarais. 

## Parcours
Il a étudié au Lakefield College School, à l'école Selwyn House et à l'Université Concordia, où il a complété un baccalauréat en commerce.
En 1979, il commence une carrière chez Campeau Corporation. De 1980 à 1981, il est adjoint spécial au ministre de la Justice du Canada et conseiller en placements institutionnels chez Richardson Greenshields Securities Ltd de 1981 à 1982. Il entre chez Power Corporation à titre de vice-président en 1983. En 1984, il est nommé président et chef des opérations de Gesca ltée et Président du conseil et, en 1988, chef de la direction de Diffusion Power Inc. En 1991, il devient président et chef des opérations de Power Corporation du Canada et en 1994, il est nommé président du conseil de Power Pacific Corporation Limited. En 1996, il prend la relève de la compagnie avec son frère Paul. Il devient alors président et co-chef de la direction de Power Corporation du Canada et président délégué du conseil de la Financière Power. En mai 2008, il devient président délégué du conseil de Power et co-président exécutif du conseil de la Financière Power. Il siège sur les conseils de Power et de la Financière Power depuis 1988[réf. souhaitée]. En 2020, après 24 années de service à titre de co-chef de la direction de Power Corporation, il décide de prendre sa retraite et de quitter ces fonctions. Il reste président délégué du conseil.
Il a été membre du conseil international de JPMorgan Chase de 2003 à 2010.

## Directorats
- Président délégué : Power Corporation et Financière Power
- Great-West Lifeco Inc.
- Canada Vie
- Empower Retirement
- Putnam Investments LLC
- Financière IGM
- IG Gestion de patrimoine
- Mackenzie

André Desmarais est également membre et vice-président du conseil d’administration de Pargesa Holdings SA.

## Fonctions et autres engagements professionnels
- Président honoraire du Conseil commercial Canada Chine (il fut Président du conseil de 1992 à 2002)[4]
- Conseiller principal pour l'International Advisory Council of China Association for the Promotion of Industrial Development
- Membre de La Commission Trilatérale[5]
- Membre du Chairman's International Advisory Council de l'Americas Society
- Membre de diverses organisations établies en Chine

## Prix et distinctions
- 2003 : Officier de l'Ordre du Canada[4]
- 2009 : Officier de l'Ordre national du Québec[2].
- Doctorats honoris causa de l'Université McGill, de l'Université Concordia et de l'Université de Montréal

## Vie privée
Il a épousé, en 1981, France Chrétien, la fille de l'ancien premier ministre libéral Jean Chrétien alors ministre sous Pierre Elliott Trudeau
En août 2016, le Wall Street Journal indique qu'André Desmarais prépare un de ses fils, Olivier Desmarais, à prendre la relève à la tête de Power Corp dans quelques années, avec son cousin Paul Desmarais III, fils de Paul Desmarais, jr.
Il est membre de Bilderberg.
André Desmarais s'est investi dans le projet agricole de la Ferme des Quatre-Temps, à Hemmingford (Québec).

## Philanthropie
André Desmarais a joué des rôles clés dans un certain nombre de campagnes de collecte de fonds, notamment celles du Musée des beaux-arts de Montréal, de l’Institut de Cardiologie de Montréal, de l'Hôpital général de Montréal, de Leucan, de la Croix-Rouge canadienne, de la Société canadienne du cancer (Le Bal de la Jonquille), de Centraide du Grand Montréal et de la Fondation Jean Paul Riopelle. Il est également:
- Président du conseil de la Fondation Baxter & Alma Ricard
- Membre honoraire du Régiment des Voltigeurs de Québec[4]

En novembre 2015, André Desmarais et son épouse ont remis un don de 3 millions de dollars canadiens à l’Institut de cardiologie de Montréal.